# Armel Hugh Diverres
Armel Hugh Diverres (* 4. September 1914 in Liverpool; † 27. Mai 1998 in Swansea) war ein britischer Romanist.

## Leben und Werk
Diverres, der eine walisische Mutter und einen bretonischen Vater hatte, studierte bis 1936 in Swansea (wo sein Vater von 1923 bis 1946 Lecturer in French war), dann bis 1938 in Rennes. Dort schrieb er für die University of Wales eine Magisterarbeit über Paul Féval, dem er 50 Jahre später in Rennes eine Ausstellung widmete. Nach dem Krieg ging er zu Eugène Vinaver nach Manchester und war dort bis 1954 Lecturer für Französisch. Er habilitierte sich 1950 mit La Chronique métrique attribuée à Geffroy de Paris. Texte publié avec introduction et glossaire (Straßburg 1956). Dann ging er nach Aberdeen und war von 1958 bis 1974 als Nachfolger von Frederick Charles Roe Inhaber der Carnegie Chair of French. Von 1974 bis 1981 war er noch sieben Jahre Professor für Französisch in Swansea.
Diverres war von 1981 bis 1983 Präsident der International Arthurian Society.

## Weitere Werke
- (Hrsg.): Jean Froissart: Voyage en Béarn. Manchester 1953.
- (Hrsg.): Alfred de Vigny: Chatterton. London 1967.
- (Hrsg.): An Anglo-Norman life of Saint Melor. Wales, 1967.
- French at the universities. Vortrag am University College of Swansea am 2. Dezember 1975. Swansea 1976.
- in Zusammenarbeit: Paul Féval, 1816–1887. Exposition, Bibliothèque municipale. Rennes, 10. September – 10. Oktober 1987.